# Ocnița (Dâmbovița)
Ocniţa é uma comuna romena localizada no distrito de Dâmboviţa, na região de Muntênia. A comuna possui uma área de  km² e sua população era de 4467 habitantes segundo o censo de 2007.